# النزاع الصيني السوفيتي (1929)
يُعتبر النزاع الصيني السوفيتي لعام 1929 (بالصينية: 1929年 中東路事件، بالروسية: Конфликт на Китайско-Восточной железной дороге) نزاعًا مسلحًا بين اتحاد الجمهوريات الاشتراكية السوفيتية وتشانغ تشوليانغ، أحد أمراء الحرب الصينيين في جمهورية الصين، إذ تمحور النزاع حول خط السكك الحديدية الشرقية الصينية (المعروف أيضًا باسم سي إي آر).
مثّل الصراع أول اختبار قتالي كبير للجيش الأحمر السوفيتي بعد إصلاحه –إذ نُظّم استنادًا إلى أحدث الأسس الاحترافية- الذي أتى بثماره عبر تعبئة ونشر 156000 جندي على امتداد حدود منشوريا. أُرسل نحو خمس الجنود السوفيتيين إلى الحدود من خلال الدمج بين قوات الجيش الأحمر الموجودة في الخدمة الفعلية وحرس الحدود، إلى جانب استدعاء قوات الاحتياط من الشرق الأقصى، فيما شكّل أكبر قوة قتالية للجيش الأحمر بين الحرب الأهلية الروسية (1917-1922) ودخول الاتحاد السوفيتي الحرب العالمية الثانية.
في عام 1929، استولى جيش شمال شرق الصين على السكك الحديدية الشرقية الصينية بهدف استعادة السيطرة الكاملة على السكك الحديدية التي تشاركوها مع السوفيتيين، لم يتأخر السوفيت بالرد عبر تدخل عسكري أجبر الصينيين في نهاية المطاف على إعادة الإدارة المشتركة للسكك الحديدية بينهم وبين السوفيت.

## النزاع
اندلعت مناوشات محدودة في يوليو، لكنها لم تكن أول عمل عسكري رئيسي. وقعت المعركة الأولى في 17 أغسطس 1929، عندما هاجم السوفييت شالاينور. تراجعت القوات الصينية إلى تحصينات مدعمة بالرشاشات. يُذكر أن السوفيت قد عانوا من خسائر فادحة لم يتكبدوا مثيلًا لها في أي معركة لاحقة.
في أكتوبر، دفع السوفيت أساطيلهم البحرية باتجاه نهري آمور وسونغهوا واستولوا على لاهاسوسو، وتسببت هذه المناورة في انتقال الصينيين إلى موقع مختلف. قتلت القوات الصينية أي مدني صادفته وداهمت المتاجر في طريقها إلى فوجين. أكّد السوفيت عدم اعتدائهم أو قتلهم أي مدني صيني، بل شجعوهم على القتال إلى جانبهم ضد الجيش الصيني. قيل إن السوفيتيين لم يستولوا إلا على بضائع ومعدات عسكرية، وتُركت أغراض المدنيين الشخصية في مكانها، وفق تعليمات طُبّقت بصرامة.
في 17 نوفمبر، قرر السوفيت استخدام عشر فرق عسكرية وتقسيم هجومهم إلى مرحلتين. تضمنت المرحلة الأولى تجاوز مانتشولي ومهاجمة منطقة شالاينور. عادت القوات السوفيتية بعد الاستيلاء على شالاينور إلى توجيه أنظارها نحو مانتشولي التي وجدوا عند وصولهم إليها الصينيين غير مستعدين للمعركة مع انشغالهم بنهب المنازل والمتاجر وسرقتهم ملابس مدنية ومن ثم محاولتهم الهرب. أثبتت الاستراتيجية السوفيتية نجاعتها؛ بات الصينيون في 26 نوفمبر مستعدين للتوقيع على معاهدة مع السوفيت بشروط سوفيتية. وقّع الصينيون على بروتوكول خاباروفسك في 13 ديسمبر بعد الكثير من النقاشات على الجانب الصيني. أعاد هذا البروتوكول حالة السلام والوضع ما قبل الحرب عام 1924، ومثّل المعاهدة الصينية-السوفيتية لعام 1924.
شكّل الانتصار على الصين تنبيهًا للعالم. استفاد السوفيت خلال النزاع من البروباغندا لنشر الأيديولوجيا الشيوعية وإرباك الجيش الصيني عبر استخدام الراديو والمناشير، ومن ثم تضليل القيادة الصينية حول اختيار المدينة المستهدفة تاليًا من قبل السوفيت. «جمعت قواتهم العسكرية بعناية بين توظيف العمق والتنوع، على نحو منسّق يتسم بالسرعة الفائقة لتحقيق الهدف المحدد المتمثل في شنّ «هجوم يسعى إلى الإبادة في ظل ظروف معقدة» ضد قوات العدو». أعاد النزاع الهيبة السوفيتية العسكرية إلى المنطقة الآسيوية، وأشادت دول غربية مثل الولايات المتحدة وفرنسا وبريطانيا العظمى بالانتصار السوفيتي، وثبُت للغرب قدرة السوفيت على توظيف الجانب الدبلوماسي والقوة العسكرية لتحقيق أهدافهم. على أي حال، أشاد البعض باستخدام السوفيت مثل هذه الاستراتيجية، بينما أبدى آخرون خشيتهم منها، واعتبروها مصدر قلق فعلي. زرع استخدام السوفيت لهذه الاستراتيجية شعورًا بالخوف لدى الدول الغربية من قدرة الاتحاد السوفيتي في يوم من الأيام على هزيمة دولة غربية في لعبتها الخاصة.
أسفر النزاع عن حالة فراغ في السلطة داخل منطقة منشوريا، ما جعل الباب مفتوحًا أمام اليابانيين للسيطرة على المنطقة. بعد ملاحظة مدى سهولة هزيمة القوات السوفيتية للصينيين، استخدم اليابانيون إستراتيجية مماثلة لهزيمة الصينيين واحتلال منشوريا بعد حادثة موكدين في عام 1931.

## المطبوعات
- Felix Patrikeeff, Russian Politics in Exile: The Northeast Asian Balance of Power, 1924-1931 Palgrave Macmillan, 2002, ISBN 0-333-73018-6 (بالإنجليزية)
- George Alexander Lensen, The Damned Inheritance. The Soviet Union and the Manchurian Crises. 1924-1935 (بالإنجليزية)

## وصلات خارجية
- Sino-Soviet 1929 conflict discussion on AxisHistory forum (صور ومقالات)

### تغطيةمجلة التايمللأحداث
- From Jul. 22, 1929 Time Magazine, C. E. R. Seized
- From Jul. 29, 1929 Time Magazine, Growling & Hissing
- From Aug. 5, 1929 Time Magazine, Imposing Peace
- From Aug. 26, 1929 Time Magazine, Growing Graver
- From Sep. 2, 1929 Time Magazine , Blucher v. Chiang
- From Sep. 9, 1929 Time Magazine, Peace
- From the Dec. 2, 1929 TIME magazine, Manchuria in the Vise
- From the Dec. 9, 1929 TIME magazine Not One Square Inch!"
- From the Dec. 16, 1929 TIME magazine, 400 Million Humiliations